# Ken O'Brien
Kenneth John O'Brien Jr. (Rockville Centre, 27 novembre 1960) è un ex giocatore di football americano statunitense che ha giocato nel ruolo di quarterback nella National Football League (NFL). Fu scelto nel corso del primo giro (24º assoluto) del Draft NFL 1983 dai New York Jets. Al college giocò a football all'Università della California, Davis.

## Carriera professionistica
O'Brien fu scelto dai New York Jets come ventiquattresimo assoluto del Draft NFL 1983. Fu uno dei sei quarterback scelti nel primo giro di quel draft assieme a John Elway (1º), Todd Blackledge (7º), Jim Kelly (14º), Tony Eason (15º) e Dan Marino (27º). Molti tifosi dei Jets che assistettero al draft furono sorpresi e infuriati per la sua selezione al posto di Marino; O'Brien era così poco noto che il reporter della televisione di New York, Sal Marchiano sbagliò, per due volte il suo nome mentre stava intervistando i fan per le reazioni dopo il draft. O'Brien disse: "Chi poteva fargliene una colpa (ai tifosi)? Chi, a New York, aveva mai sentito parlare di Cal, University of California, Davis? Nessuno ... Credo che nessuno abbia reagito in modo diverso. Alcuni dei miei cugini sono tifosi dei Jets dalla nascita. Probabilmente avevano avuto la stessa reazione".
O'Brien giocò come quarterback per oltre un decennio nella National Football League, passando oltre 25.000 yard. Nel 1985 terminò col più alto passer rating della NFL, 96,2. Inoltre, guidò la lega per la minor percentuale di intercetti subiti nel 1985, 1987 e 1988. Dopo un record di 11-5 nel 1985, O'Brien stava guidando la squadra su un primato di 10-1 nel 1986, avendo il miglior passer rating della lega, l'unico sopra il cento. Si ritirò dopo la stagione 1993 passata coi Philadelphia Eagles dove partì quattro volte come titolare e giocò principalmente come riserva di Randall Cunningham e Bubby Brister. È l'unico quarterback della storia ad aver terminato una partita con più di 400 yard passate (431) con un passer rating perfetto di 158,3, un'impresa compiuta contro i Seattle Seahawks nel 1986. O'Brien fu il detentore anche di un record NFL che resistette per 25 anni quando sommò 927 yard (884 nette) yard e 10 touchdown con Dan Marino. Tale primato fu superato il 1º gennaio 2012 con 1000 yard e 11 touchdown complessivi dei quarterback Matt Flynn e Matthew Stafford.

## Palmarès
- Pro Bowl: 2

1985, 1991
- College Football Hall of Fame

## Statistiche

### Stagione regolare
| Yard passate  | 25.094 |
| Touchdown     | 128    |
| Intercetti    | 98     |
| Passer rating | 80,4   |

### Partite da ricordare
| QB          | Data       | Squadra | Avversario | Ris.    | COMP | TEN | YARD | TD | INT | P.RAT | Note                                                                     |
| ----------- | ---------- | ------- | ---------- | ------- | ---- | --- | ---- | -- | --- | ----- | ------------------------------------------------------------------------ |
| Ken O'Brien | 2/11/1986  | Jets    | Seahawks   | V 38-7  | 26   | 32  | 431  | 4  | 0   | 158.3 | Record NFL: Maggior numero di yard passate con un passer rating perfetto |
| Ken O'Brien | 23/12/1990 | Jets    | Patriots   | V 42-7  | 11   | 12  | 210  | 2  | 0   | 158.3 | Seconda gara con un passer rating perfetto                               |
| Ken O'Brien | 17/11/1985 | Jets    | Bucs       | V 62-28 | 23   | 30  | 367  | 5  | 1   | 142.6 | Maggior numero di punti segnati dal 1973                                 |
| Ken O'Brien | 07/09/1986 | Jets    | Bills      | V 28-24 | 18   | 25  | 318  | 2  | 0   | 140.8 |                                                                          |
| Ken O'Brien | 05/11/1989 | Jets    | Patriots   | V 27-26 | 22   | 29  | 386  | 2  | 0   | 140.4 |                                                                          |
| Ken O'Brien | 09/11/1986 | Jets    | Falcons    | V 28-14 | 26   | 33  | 322  | 3  | 0   | 137.6 | Completò 23 dei primi 25 passaggi (92%)                                  |
| Ken O'Brien | 08/09/1988 | Jets    | Oilers     | V 45-3  | 17   | 26  | 260  | 3  | 0   | 136.7 | Non giocò nel quarto periodo. 3 TD nel primo tempo                       |
| Ken O'Brien | 21/09/1986 | Jets    | Dolphins   | V 51-45 | 29   | 43  | 479  | 4  | 1   | 126.0 | Record per 25 anni: 927 yard complessive passate. Marino ne passò 448.   |